# Tom Hjelte
Anders Tom Hjelte, född 1 september 1963 i Korea, är en svensk författare och journalist.

## Biografi
Hjelte är uppvuxen i Ålsten i västra Stockholm. Båda Hjeltes föräldrar är journalister och via sin far, SVT-journalisten Roland Hjelte, fick Tom Hjelte tidigt möjligheten att arbeta inom media. Hjelte debuterade nio år gammal med en artikel på Expressens kultursida. Han blev senare nöjesskribent i Aftonbladet. Han lämnade Aftonbladet i mars 1999. Han blev sedan chefredaktör för tidskriften Lifestyle.
Hjelte har publicerat romanen Generation (1990), som handlar om 60-talistgenerationen, och, tillsammans med Dr. Alban, reportageboken Svartskallarnas sammansvärjning (1992).